# Incredible Bongo Band
Az Incredible Bongo Band egy 1972-től 1974-ig működő együttes volt. Alapítója Michael Viner. Főleg instrumentális zenét játszottak, de némelyik dalukban ének is elhangzott.
Vineren kívül további tagok: Mike Melvoin, Joe Sample, Robbie King, Mike Deasy, Dean Parks, David T. Walker, Bobbye Hall, Ed Greene, Kat Hendrikse, Wilton Felder, Jerry Scheff és Steve Douglas.
A Bongo Rock című szerzemény számított a legismertebb daluknak, bár ezt eredetileg nem az Incredible Bongo Band adta elő, hanem Art Laboe és Preston Epps. Az Incredible Bongo Band csak feldolgozta a számot. 1973-ban slágernek számított Kanadában és az Egyesült Államokban. Ezt a számot 2011-ben a Shawn Lee's Incredible Tabla Band nevű, feldolgozásokat játszó együttes is eljátszotta.

## Diszkográfia
Stúdióalbumok
- Bongo Rock (1973)
- The Return of the Incredible Bongo Band (1974)

Egyéb kiadványok
- Bongo Rock (válogatáslemez, 2006, posztumusz kiadás)